# 平湯峠
平湯峠（ひらゆとうげ）は、岐阜県高山市にある飛騨山脈の輝山と大崩山（乗鞍岳を構成するピークの一つ）との鞍部の峠。標高は1,684 m。平成の大合併前までは大野郡丹生川村と吉城郡上宝村の境でもあった。

## 概要
神通川水系宮川の支流である久手川と同水系高原川の支流であるトヤ谷との分水嶺である。峠付近の下部を国道158号の平湯トンネルが貫通している。1978年（昭和53年）に平湯トンネルが開通するまではこの峠を国道158号が横切っていたが、同トンネルの開通に伴い峠道は岐阜県道に変更された。高山市街方面より平湯温泉までを直接結ぶ道は平湯峠を越えるものしか無かったが、平湯峠を頂点に平湯温泉側・高山市街地側ともに急カーブや急勾配が続く隘路であり、同トンネルが開通するまでは難所となっていた。
乗鞍スカイラインも含めた岐阜県道は、冬季通行止めとなる。平湯峠から先の乗鞍スカイラインではマイカー規制により、バスとタクシーを除き一般車の通行が禁止されている。
現道に並行して中部縦貫自動車道の建設が計画されていたが、2023年（令和5年）2月3日、国土交通省中部地方整備局の社会資本整備審議会道路分科会中部地方小委員会においてバイパス方式により整備することが決定した。

## 通過する道路
平湯峠前後の区間（旧道）は、以下の県道に指定されている。
- 岐阜県道5号乗鞍公園線：国道158号交点（高山市街側） - 平湯峠 - 乗鞍畳平 ※うち、平湯峠から乗鞍畳平までは乗鞍スカイラインを成す。
- 岐阜県道485号平湯久手線：平湯峠 - 国道158号交点（平湯温泉側）

## 平湯トンネル
平湯トンネル（ひらゆトンネル）は、延長2,430メートルのトンネル。標高1445メートル。平湯峠の約240メートル地下に供用されている（平湯峠の標高は1684メートル）。
1978年（昭和53年）に供用開始した。なお、1997年（平成9年）、平湯温泉から長野県側の中の湯温泉を結ぶ安房峠にも安房トンネルが開通し、高山市街と松本市中心部や首都圏方面との交通の利便性が向上した。東京都と高山市を結ぶ高速バスなどが両トンネルを経由している。